# Superlights
Superlights est une collection de science-fiction des Presses de la Cité, qui succède à Futurama.

## Liste des titres

### Années 1980

#### 1982
1. La Dernière Croisière du Dragon-Zéphyr (The Void captain's tale, 1983) par Norman Spinrad, traduction de Jacques Guiod (Illustration : Raymond Hermange)  (ISBN 2-258-01135-3)
2. Station du cauchemar (Stations of the nightmare, 1982) par Philip José Farmer, traduction de Jacques Guiod et Jacques Martinache (Illustration : Raymond Hermange)  (ISBN 2-258-01137-X)

#### 1983
1. La Bataille de l'éternité (The Battle of forever, 1971) par A. E. van Vogt, traduction de Christian Meistermann (Illustration : Raymond Hermange)  (ISBN 2-258-01147-7)
2. Génies en boîte (The Silver eggheads, 1959) par Fritz Leiber, traduction de Barthélémy de Lesseps (Illustration : Raymond Hermange)  (ISBN 2-258-01167-1)
3. Conan le rebelle (Conan the rebel, 1980) par Poul Anderson, traduction de Doug Headline (Illustration : Raymond Hermange)  (ISBN 2-258-01177-9)
4. Dark crystal (Dark Crystal, 1982) par A.C.H. Smith, traduction de Doug Headline (Illustration : Bob Peak/C.I.C.)  (ISBN 2-258-01192-2)
5. Les Fleurs pourpres (All fresh is grass, 1965) par Clifford D. Simak, traduction de Michel Deutsch (Illustration : Raymond Hermange)  (ISBN 2-258-01220-1)
6. Un spectre hante le Texas (A specter is haunting Texas, 1968) par Fritz Leiber, traduction de Frank Straschitz (Illustration : Raymond Hermange)  (ISBN 2-258-01228-7)
7. L'Œil du héron (The Eye of the heron, 1978) par Ursula K. Le Guin, traduction de Isabelle Delord (Illustration : Jean-Louis Verdier)  (ISBN 2-258-01246-5)
8. Les Marteaux de Vulcain (Vulcan's hammer, 1960) par Philip K. Dick, traduction de Monique Benatre (Illustration : Jean-Louis Verdier)  (ISBN 2-258-01258-9)
9. L'Empire des esprits (Out of their minds, 1970) par Clifford D. Simak, traduction de Gérard Colson (Illustration : Raymond Hermange)  (ISBN 2-258-01278-3)
10. Un milliard d'années plus tard (Across a billion years, 1968) par Robert Silverberg, traduction de Pierre Arnaud (Illustration : Jean-Louis Verdier)  (ISBN 2-258-01280-5)
11. La Planète des damnés (Planet of the damned/Slaves of the Klau, 1953) par Jack Vance, traduction de Isabelle Delord (Illustration : Raymond Hermange)  (ISBN 2-258-01300-3)

#### 1984
1. Hadon, fils de l'antique Opar (Hadon of ancient Opar, 1974) par Philip José Farmer, traduction de Georges H. Gallet (Illustration : Raymond Hermange)  (ISBN 2-258-01301-1)
2. Résurrections (Recalled to life, 1971) par Robert Silverberg, traduction de Gérard Colson (Illustration par Raymond Hermange)  (ISBN 2-258-01325-9)
3. Les Pantins cosmiques (The Cosmic puppets, 1957) par Philip K. Dick, traduction de Jean-Luc Estèbe (Illustration : Raymond Hermange)  (ISBN 2-258-01345-3)
4. Le Dernier Cadeau du temps (Time's last gift, 1972) par Philip José Farmer, traduction de Marie-Claude Ferrer (Illustration : Raymond Hermange)  (ISBN 2-258-01371-2)
5. Les Courants de l'espace (The Currents of space, 1952) par Isaac Asimov, traduction de Michel Deutsch (Illustration : Raymond Hermange)  (ISBN 2-258-01418-2)
6. La Piste des étoiles (The Lights in the sky are stars, 1953) par Fredric Brown, traduction de Jean-Luc Estèbe (Illustration : Raymond Hermange)  (ISBN 2-258-01458-1)
7. Les Temps parallèles (Up the line, 1969) par Robert Silverberg, traduction de Henry-Luc Planchat (Illustration : Raymond Hermange)  (ISBN 2-258-01468-9)

#### 1985
1. Alertez la terre (Give warning to the world, 1974) par John Brunner, traduction de Martine Decourt (Illustration : Raymond Hermange)  (ISBN 2-258-01483-2)
2. Rêve de fer (The Iron dream, 1972) par Norman Spinrad, traduction de Jean-Michel Boissier (Illustration : Raymond Hermange)  (ISBN 2-258-01506-5)
3. Humains, plus qu'humains (Clay's ark, 1984) par Octavia Butler, traduction de Odile Ricklin (Illustration : Raymond Hermange)  (ISBN 2-258-01520-0)
4. Les Joueurs de Titan (The Game-Players of Titan, 1961) par Philip K. Dick, traduction de Maxime Barrière (Illustration : Raymond Hermange)  (ISBN 2-258-01533-2)
5. Lumière cendrée (Earthlight, 1955) par Arthur C. Clarke, traduction de Gisèle Bernier (Illustration : Raymond Hermange)  (ISBN 2-258-01533-2)
6. La Quatrième Dimension (New stories from the twilight zone, 1962) par Rod Serling, traduction de Odile Ricklin (Illustration : Raymond Hermange)  (ISBN 2-258-01606-1)
7. Nouvelles histoires de la quatrième dimension (More stories from twilight zone, 1961) par Rod Serling, traduction de Odile Ricklin (Illustration : Raymond Hermange)  (ISBN 2-258-01622-3)

#### 1986
1. Le Bal des schizos (We can build you, 1972) par Philip K. Dick, traduction de Anne Dutter et Georges Dutter (Illustration : Raymond Hermange)  (ISBN 2-258-01645-2)
2. Silver Grandcœur (Greatheart Silver, 1982) par Philip José Farmer, traduction de Annie Hamel (Illustration : Raymond Hermange)  (ISBN 2-258-01661-4)
3. Les Prairies bleues (The Deep range, 1954)  par Arthur C. Clarke, traduction de Raymond Albeck (Illustration : Raymond Hermange)  (ISBN 2-258-01694-0)
4. La Der des ders (World's last war, 1985) par Norman Spinrad, traduction de Jacques Guiod (Illustration : Raymond Hermange)  (ISBN 2-258-01662-2)
5. Le Seigneur des arbres (Lord of the trees, 1970) par Philip José Farmer, traduction de Martine Decourt (Illustration : Joël Bordier)  (ISBN 2-258-01718-1)
6. Les Meilleures Histoires de la quatrième dimension (Stories from the twilight zone, 1960) par Rod Serling, traduction de Odile Ricklin (Illustration : Raymond Hermange)  (ISBN 2-25801746-7)
7. Les Sables de Mars (Sand of Mars, 1951) par Arthur C. Clarke, traduction de André Jager et Jean-Gaston Vandel (Illustration : Joël Bordier)  (ISBN 2-258-01774-2)